# West Australian Symphony Orchestra
Het West Australian Symphony Orchestra (West-Australisch symfonieorkest; WASO), ook wel "Orchestra of the West" (orkest van het Westen) genoemd, is het belangrijkste professionele symfonieorkest van de Australische deelstaat West-Australië.

## Geschiedenis
In de winter van 1921 vonden er wekelijkse concerten plaats door een symfonieorkest uit Perth, gedirigeerd door Harold Betteridge en geleid door Lionel Hart. Er werd voor de concerten geadverteerd in de lokale krant. Het orkest was geen lang leven beschoren. In 1928 werden vele professionele musici voorheen werkzaam bij de stomme film werkloos, en vormden toen onder leiding van Harold Newton het Perth Symphony Orchestra. Het eerste optreden van deze groep professionele spelers werd gegeven in de Queens Hall van het Regent Theatre. Op het programma stond de Nieuwe wereldsymfonie van Antonín Dvořák. In 1930 gaf het orkest niet alleen concerten in de Queens Hall, maar presenteerde het ook toen abonnementsconcerten in het gemeentehuis. Veel van deze concerten werden uitgezonden door het radiostation 6WF.
In 1932 werd de Australian Broadcasting Commission gevormd, in deel van de opdracht was om radio-orkesten op te richten in elk van de deelstaten. In West- Australië werd toen het Western Studio Orchestra opgericht bestaande uit vijftien spelers, geleid door Nelson Burton. Het Perth Symphony Orchestra onder leiding van George Reid gad toen regelmatig concerten in His Majesty's Theatre in Perth.
In 1936 introduceerde de ABC de Celebrity Subscription Concerts (beroemdheidsabonnementsconcerten), en vele musici en dirigenten, ook uit het buitenland, werden gecontracteerd. De concerten vonden aanvankelijk plaats in His Majesty's Theatre en later in het'Capitol Theatre en Winthrop Hall van de University of Western Australia. Het Western Studio Orchestra werd het Perth Concert orchestra en het was dit orkest dat werd uitgebreid voor de beroemdheidsconcerten en bekend werd als het ABC (Perth) Symphony Orchestra. In 1937 vervielen de letters "ABC" uit de naam van het orkest en werd het orkest opnieuw bekend als het Perth Symphony Orchestra.
In 1950 maakte het stadsbestuur met andere gemeentelijke organen geld beschikbaar om het bestaande ABC-orkest te subsidiëren. Tegen het eind van dat jaar ontstond het West Australian Symphony Orchestra, bestaande uit veertig permanente leden.
Het contract van de dirigent vanaf 2003, Matthias Bamert werd beëindigd na de tournee naar China in mei 2006, twee jaar voor het einde van zijn contract. Een intensieve zoektocht om een vervanger te vinden resulteerdde in de aankondiging in mei 2007 van Paul Daniel als WASO's volgende chef-dirigent vanaf januari 2009. Hij maakte zijn debuut als gastdirigent bij het WASO in 1995 en keerde terug in april 2006.
Eerdere chefs-dirigenten waren onder anderen Henry Krips (1948-1971); Tibor Paul (1971-1973); David Measham (1974-1981; eerste gastdirigent tot 1986); en Vladimir Verbitsky (gastdirigent 1987-1991; eerste gastdirigent 1992-1997; dirigent-laureaat (Conductor Laureate) 1997).
Onder leiding van David Measham maakte het orkest zijn eerste buitenlandse tournee, naar Singapore, en naar het Sydney Festival, voor een publiek van 120.000 toeschouwers. In 1975 begon hij met de openingsconcerten van het concertseizoen met drie promenadeconcerten als deel van het Perth International Arts Festival. Deze concerten trokken veel mensen naar het Perth Entertainment Centre. Het concept, naar voorbeeld van de beroemde Proms-concerten in Londen gehouden in de Royal Albert Hall, was een groot succes, met publiek tot 19.000 mensen voor de drie concerten in 1980.
In 1997 bracht de ABC alle ABC-orkesten onder vanuit de concertafdeling van de ABC naar aparte gesubsidieerde organisaties, waaronder een dienst met de naam Symphony Australia. De West Australian Symphony werd hierin opgenomen in januari 1998.
Sinds deze verzelfstandiging is de diversiteit van de optredens van het orkest gegroeid, met uitbreiding van het zomer-openluchtseizoen en met muziek in meerdere delen van de maatschappij. Het orkest werkt veel samen met de West Australian Opera en het West Australian Ballet.
Het orkest bestaat nu uit 83 fulltime musici, maar de organisatie heeft de mogelijkheid extra musici uit West-Australië in te roepen als dat nodig is voor orkestwerken met een grote bezetting. Er is ook een WASO-koor. Het orkest geeft momenteel meer dan 170 optredens per jaar in de hele staat.
Musici die met het orkest hebben gespeeld zijn onder anderen Shlomo Mintz, Nigel Kennedy, het London Philharmonic Chorus, Sara Macliver, Elizabeth Wallfisch, Teddy Tahu Rhodes, Frank Bennett, Rosamund Illing, Ben Folds, Tim Rogers, Tex Perkins, The Whitlams, Kate Ceberano en Augie March.